# Tatiana Proskouriakoff

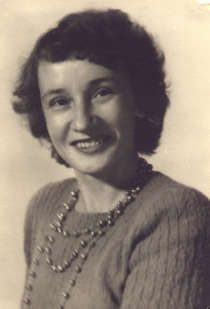
Tatiana A. Proskouriakoff
(um 1940)

Tatiana Avenirovna Proskouriakoff (russisch Татья́на Авени́ровна Проскуряко́ва, Tatjana Awenirowna Proskurjakowa; * 10. Januarjul. / 23. Januar 1909greg. in Tomsk, Russisches Kaiserreich; † 30. August 1985 in Cambridge, Massachusetts, USA) war eine US-amerikanische Altamerikanistin und Illustratorin russischer Herkunft, die grundlegende Forschungen und Beobachtungen zur Maya-Kultur leistete.

## Leben
Tatiana Proskouriakoff kam schon als Kind, 1915, in die USA. Nach einem Grundstudium der Architektur an der Pennsylvania State University arbeitete sie als archäologische Illustratorin. Ihre Fähigkeit, völkerkundliche, künstlerische, architektonische und archäologische Kenntnisse produktiv zu kombinieren, ermöglichte es ihr, ein bis heute bemerkenswertes Gesamtbild der Maya-Kultur zu entwerfen. Proskouriakoff arbeitete ab 1937 am Carnegie-Institut und in den Jahren 1958 bis 1977 am Peabody Museum of Archaeology and Ethnology an der Harvard University. Im Jahr 1962 wurde sie mit der Alfred-V.-Kidder-Medaille ausgezeichnet, und 1984 erhielt sie den höchsten Orden des Staates Guatemala, den Orden vom Quetzal. 1981 wurde sie gewähltes Mitglied der American Philosophical Society.

## Bedeutung
Besonders verdient machte sich Tatiana Proskouriakoff um die Entzifferung der Maya-Schrift; zwar gelang ihr noch nicht der endgültige Durchbruch, doch leitete sie mit einem Artikel über den Charakter der Inschriften der Maya-Stätte Piedras Negras sowie mit Untersuchungen über die Stelen in Tikal und Chichén Itzá eine grundlegende Wende in der Maya-Forschung ein, denn sie erkannte, dass sich die Inschriften auf Ereignisse aus dem Leben von Maya-Herrschern beziehen und identifizierte in diesem Zusammenhang vor allem zahlreiche Verben (wie z. B. geboren, gestorben).

## Sonstiges
Die Urne mit der Asche Tatiana Proskouriakoffs wurde in der archäologischen Stätte von Piedras Negras, Guatemala, beigesetzt.

## Veröffentlichungen
- An Album of Maya Architecture. Carnegie Institution of Washington, Washington 1946.
- A Study of classic Maya sculpture. Carnegie Institution of Washington, Washington.